# Głowacz Kesslera
Głowacz Kesslera (Leocottus kesslerii) – gatunek słodkowodnej ryby skorpenokształtnej (Scorpaeniformes) z rodziny Cottocomephoridae, jedyny przedstawiciel rodzaju Leocottus.

## Występowanie
Występuje w jeziorze Bajkał i jego basenie, na głębokościach 50–170 m, zwykle spotykana pomiędzy 50 a 70 m. Zasiedla wody nad dnem piaszczystym, mulistym lub piaszczysto-kamienistym. 

## Charakterystyka
Samce są większe od samic. Osiągają długość do 14 cm. 
Tarło odbywa od połowy maja do końca czerwca. Ikra jest składana na głębokości 3–5 m.